# Dumitru Hubert
Dumitru Hubert (3 settembre 1899 – Brașov, 27 agosto 1934) è stato un bobbista e aviatore rumeno.

## Biografia
Viene ricordato come vincitore di una medaglia d'oro nella sua disciplina, vittoria ottenuta ai campionati mondiali del 1933 (edizione tenutasi a Schreiberhau, Germania) insieme al connazionale Alexandru Papană. Nell'edizione l'argento andò alla Cecoslovacchia, il bronzo alla Germania. Ai mondiali del 1934 vinse una medaglia di bronzo.
Precedentemente, alle Olimpiadi invernali del 1932 a Lake Placid, nello stato di New York, Hubert era risultato quarto nel bob a due e sesto nel bob a quattro.